# NWA 856
Northwest Africa 856 (kurz NWA 856, auch Djel Ibone genannt) ist ein Marsmeteorit, der im März 2001 in Nordwestafrika (Maghreb) gefunden wurde und heute unter diesen als Shergottit klassifiziert wird. Es war beim Fund ein einzelner Stein mit einer Masse 320 g.

## Fund
NWA 856 ist ein einzelner Stein mit einer Masse von 320 g, der im März 2001 in Marokko/Westsahara gefunden wurde.
Der genaue Fundort ist unbekannt, aber der Meteorit wurde auch unter dem Pseudonym „Djel Ibone“ geführt.

## Beschaffenheit und Verwitterungsgrad
Der Meteorit hat eine feinkörnige basaltische Textur, die hauptsächlich aus Pyroxen (70 vol%) und Maskelynit (23 vol%) besteht.
Zu den Begleitmineralen gehören Merrillit (ein Mineral aus der Cerit-Gruppe), Apatit, Pyrrhotit, Chromit, Fe-Ti-Oxide, Siliziumdioxid (Silica: Stishovit) und Baddeleyit.
Es gibt Schmelztaschen mit Phänokristalle und submikrometergroßen Stischovitnadeln.
Die Pyroxene sind stark zerklüftet.
Der Stein ist von durch terrestrische Verwitterung entstandenen Calcit-Adern durchzogen.

### Mineralogie, Geochemie und Klassifikation
Der Meteorit wurde von Albert Jambon (Universität Pierre und Marie Curie, UPMV/UPVI), Violaine Sautter (Muséum national d’histoire naturelle Paris, MNHNP) und Philippe Gillet (École normale supérieure de Lyon, Laboratoire de Sciences de la Terre,  ENSL) untersucht. Nach ihrem Befund sind die Pyroxene ein Pigeonit und Augit.
Die Geochemie wurde von Jean-Alix Barrat (Université d'Angers, Faculté des Sciences, UAng) und Christa Göpel (Institut de physique du globe de Paris, IPGP) untersucht. Die Zusammensetzung der Masse in Prozent der Masse ist danach wie folgt:
```
Ti
O
2
0
     
Titandioxid
       0,81

Al
2
O
3
     
Aluminiumoxid
     6,83

Fe
O
*
0
     
Eisenoxide
       17,8

Mn
O
00
     
Mangan(II)-oxid
   0,49

Mg
O
00
     
Magnesiumoxid
     9,51

Ca
O
00
     
Calciumoxid
      10,2

Na
2
O
0
     
Natriumoxid
       1,28

K
2
O
0
      
Kaliumoxid
        0,13
```

An Spurenelementen ist Nickel (Ni) mit zu 77 ppm Ni beteiligt, das Muster der Seltenen Erden (rare-earth element, REE) ist ähnlich wie bei den Marsmeteoriten Shergotty und Zagami.
Die wichtigsten Masseverhältnisse sind: FeO*/MnO ≈ 30, Na/Al ≈ 0,40, K/La ≈ 500 und Ga/Al ≈ 4,1 × 10-4.
Die Häufigkeiten von Ba und Sr sowie das Th/U-Verhältnis deuten darauf hin, dass die terrestrische Verwitterung gering ist.
Der Stein ist sehr ähnlich dem als „Black Beauty“ bekannt gewordenen Marsmeteoriten NWA 7034, man spricht von "Paarung". Näheres zur Klassifizierung siehe Marsmeteorit §Herkunft.

### Typlokalität
In NWA 856 wurde das Mineral Stöfflerit (benannt nach Dieter Stöffler) erstmalig entdeckt. Der Meteorit gilt daher als Typlokalität für dieses Mineral.

## Aufbewahrung
Das Typusexemplar (Fragment) mit 16 g befindet sich an der École normale supérieure de Lyon, Laboratoire de Sciences de la Terre (ENSL); die Hauptmasse liegt bei Bruno Fectay und Carine Bidaut.

## Weiterführende Literatur
- J. Ferdous, A. D. Brandon, A. H. Peslier, Z. Pirotte: Basaltic Shergottite NWA 856: Differentiation of a Martian Magma. Auf: Lunar and Planetary Science Conference, The Woodlands (Texas|TX), 21.–25. März 2016, Report-Nr. JSC-CN-35095; via: NASA Technical Reports Server (NTRS): 20160002234, Epub 24. Februar 2016 (englisch).
- S. Benaroya, J. Gross, P. Burger, M. Righter, T. J. Lapen, S. Eckley: Petrogenesis of a new type of intrusive shergottite: olivine-gabbro Northwest Africa 13227. In: Geochimica et Cosmochimica Acta, Band 370, 1. April 2024, S. 41–65; doi:10.1016/j.gca.2024.02.004 (englisch).